# Arquebisbat de Tessalònica

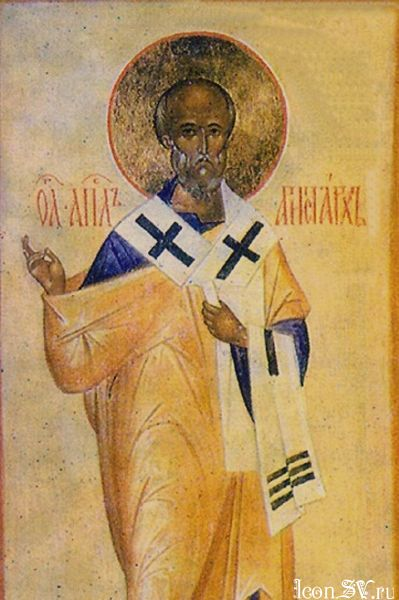
Sant Aristarc, el primer bisbe de Tessalònica.

L'arquebisbat de Tessalònica (llatí: Archidioecesis Thessalonicensis) és una seu suprimida i titular de l'Església Catòlica a Grècia.

## Història
La ciutat de Tessalònica va ser el lloc d'una antiga comunitat cristiana, els orígens es remunten a la predicació de l'apòstol Pau. El llibre dels Fets dels Apòstols relata que sant Pau va arribar a Grècia acompanyat de dos deixebles, tots dos macedonis, Aristarc i Gai. La tradició considera aquests dos deixebles com els primers bisbes de la comunitat cristiana de Tessalònica.
A partir del segle iv, amb l'afirmació del cristianisme, la ciutat, que abans era la capital de la província romana de Macedònia, es va convertir en una seu metropolitana. Com totes les seus episcopals de la prefectura d'Il·liric, l'arxidiòcesi de Tessalònica formava part del patriarcat de Roma; posteriorment, des de mitjans del segle viii, va quedar sotmesa al patriarcat de Constantinoble.
A la Notitia Episcopatuum atribuïda a l'emperador Lleó VI el Filòsof (principis del segle x), la seu de Tessalònica apareix al lloc 16è en l'ordre jeràrquic de les metròpolis del patriarcat de Constantinoble; i li són atribuïdes cinc diòcesis sufragànies: Citro, Berrea, Dragobizia, Sèrbia i Cassàndria. En realitat, les sufragànies de Tessalònica eren moltes més, però la majoria d'ells van desaparèixer després de l'ocupació i la fundació del primer imperi búlgar el 681. Entre elles les diòcesis de Bargala, Diu, Dobero, Edessa, Eraclea, Parecopoli i Stobi, de les que ja no s'esmenten els bisbes després del segle vii.
Tessalònica és una de les poques esglésies ortodoxes dels quals s'ha conservat el Synodicon, text de caràcter històric-dogmàtic d'ús litúrgic, on, a vegades i dies especials de l'any, es llegien públicament els noms dels antics bisbes de la seu i els heretges de l'ortodòxia eren anatemitzats. El Synodicon de Tessalònica conté els noms de 65 bisbes dels segles viii al xv.
Amb motiu de la Quarta Croada, Tessalònica va ser conquistada pels croats, que van fundar el regne de Tessalònica, el major feu de l'Imperi Llatí, que ocupava gran part del nord i el centre de Grècia.
Com a resultat, es va establir una seu de arxiepiscopal de ritu llatí. El primer bisbe va ser Nivelon de Quierzy, bisbe de Soissons. La catedral de l'arxidiòcesi era l'església de Santa Sofia. Dos altres bisbes van seguir després de Nivelon de Quierzy, fins que en 1246 la ciutat no va ser reconquerida per l'Imperi Romà d'Orient.
Avui Tessalònica és una seu arxiepiscopal titular de l'Església catòlica; i resta vacant des del 26 de juny de 1967.

## Cronologia episcopal

### Arquebisbes grecs
- Sant Aristarc † (segle i)
- Sant Caio † (segle i)
- Achille †
- Alessandro † (abans del 325 - després del 335)
- Joan I † (abans del 344)
- Aezio † (344)
- Eremio † (abans del 355 - després del 359)
- Sant Ascolio † (abans del 380 - vers 383 mort)
- Sant Anisio † (vers 383 - 410 mort)
- Rufo † (410 - 431)
- Anastasio I † (435 - 451)
- Euxiteo † (citat el 457)
- Anònim † (citat el 479)
- Andrea † (494 - 499)
- Doroteo † (515 - 520)
- Elia † (548 - 553)
- Taleleo † (citat el 570 aproximadament)
- Eusebio † (en temps del papa Gregori I)[5]
- Sant Joan II † (vers 610/649)
- Paolo I † (citat el 649)
- Joan III † (citat el 680)
- Anònim † (citat el 716)
- Pietro †
- Anastasio II †
- Teofilo † (citat el 787)
- Tommaso † (citat el 806)
- Sant Josep † (? - 809 deposat)
- Joan IV † (809 - vers 811)
- Sant Josep † (vers 811 - 815 deposat) (per segona vegada)
- Teodoro I † (815 - vers 830)
- Sant Josep † (vers 830 - 15 de juliol de 832 mort) (per tercera vegada)
- Joan V †
- Leone † (840 - primavera 843)
- Antonio † (primavera 843 - 2 de novembre de 843 mort)
- Sisinnio †
- Stefano †
- Sant Basilio † (citat el 862)
- Paolo II †
- Plotino †
- Eutimio I †
- Teodoro II † (citat el 869)
- Sergio †
- Neofito †
- Paolo III † (citat el 879)[6]
- Gregorio ? † (citat a l'agost de 882)[7]
- Metodio † (abans del 886 - 889 o 890 mort)
- Joan VI † (citat el 3 d'agost de 893)
- Joan VII † (després del 901)
- Basilio †[8]
- Simeone †
- Eutimio II †
- Gregorio †
- Giacomo †[9]
- Niceta de Maronea †
- Giorgio †
- Teofane † (abans del 1031 - 1038 expulsat)
- Prometeo † (1038 - ?)[8]
- Romano † (segle xi)[10]
- Eustaci † (? - vers el 1194 mort)

### Arquebisbes llatins
- Nivelon de Quierzy † (10 de desembre de 1206 - 14 de setembre de 1207 mort)[11]
  - Pietro, O.Cist † (27 de juny de 1208 - ? renúncia) (bisbe electe)[12]
- Guarino † (11 de març de 1210 – després del 29 de juny de 1239 mort)
  - Sede vacante

### Arquebisbes titulars
- Ludovico da Orvieto, O.F.M. † (30 de juliol de 1345 - ?)
- Antonio, O.F.M. † (? - 19 d'agost de 1370 nomenat bisbe de Malta)
- Ludovico Bonito † (1395 - 5 de setembre de 1399 nomenat bisbe de Bèrgam)
- Paolo de Roma, O.F.M. † (18 d'abril de 1418 - ?)
- Guglielmo † (1462 - ?)
- Joan Poide † (8 d'agost de 1494 - ?)
- Tonsano Varni † (16 de març de 1506 - ?)
- Francisco de Carta † (1510 - 1521 mort)
- Juan Pedro Miralles † (8 d'abril de 1521 - ?)
- Guillaume du Puys, O.S.A. † (6 de juny de 1526 - ?)
- Louis Huillart, O.Cist. † (24 de setembre de 1543 - ?)
- Tommaso, O.P. † (6 de novembre de 1562 - ?)
- Giovanni Doria † (4 de febrer de 1608 - 5 de juliol de 1608 succeït arquebisbe de Palerm)
- Giulio Benigni † (maig de 1623 - ? mort)
- Giovanni Battista Maria Pallotta † (18 de setembre de 1628 - 26 de maig de 1631 nomenat cardenal prevere de San Silvestro in Capite)
- Francesco Vitelli † (16 d'agost de 1632 - 16 de novembre de 1643 nomenat arquebisbe d'Urbino)
- Cristoforo Segni † (24 d'abril de 1645 - 8 de juliol de 1661 mort)
- Luca Bueno, O.S.Io.Hieros. † (15 de setembre de 1664 - 15 de desembre de 1666 nomenat bisbe de Malta)
- Sebastiano Pisani † (14 de gener de 1669 - ? mort)
- Francesco Buonvisi † (16 de juny de 1670 - 27 de setembre de 1690 nomenat arquebisbe, a títol personal, de Lucca)
- Josep Archinto † (18 de març de 1686 - 18 de maig de 1699 nomenat arquebisbe de Milà)
- Niccolò Caracciolo † (10 de maig de 1700 - 23 d'abril de 1703 nomenat arquebisbe de Càpua)
- Niccolò Piccolomini † (13 de setembre de 1706 - 2 de novembre de 1710 mort)
- Benedetto Erba-Odescalchi † (18 de desembre de 1711 - 5 d'octubre de 1712 nomenat arquebisbe de Milà)
- Gerolamo Alessandro Vicentini † (30 de gener de 1713 - 5 d'agost de 1723 mort)
- Zosimo Valignani † (12 de juliol de 1724 - 26 d'octubre de 1729 mort)
- Celestino Galiani, O.S.B. Coel. † (31 de març de 1732 - 26 de juliol de 1753 mort)
- Antonio Branciforte Colonna † (11 de febrer de 1754 - 26 de setembre de 1766 nomenat cardenal prevere de Santa Maria in Via)
- Marcantonio Marcolini † (12 de juny de 1769 - 23 de juny de 1777 nomenat cardenal prevere de Sant'Onofrio)
- Nicola Pugliesi † (de setembre de 1777 - 9 de juliol de 1778 mort)
- Inácio de São Caetano, O.C.D. † (14 de desembre de 1778 - 29 de novembre de 1788 mort)
- Vincenzo Massi † (22 de novembre de 1839 - 10 de gener de 1841 mort)
- Angelo Antonio Scotti † (22 de gener de 1844 - 6 de maig de 1845 mort)
- Giovanni Brunelli † (23 de maig de 1845 - 7 de març de 1853 nomenat cardenal prevere de Santa Cecilia)
- Alessandro Franchi † (19 de juny de 1856 - 22 de desembre de 1873 nomenat cardenal prevere de Santa Maria in Trastevere)
- Ludovico Jacobini † (20 de març de 1874 - 19 de setembre de 1879 nomenat cardenal prevere de Santa Maria della Vittoria)
- Ferdinando Capponi † (18 de novembre de 1881 - 8 de març de 1883 nomenat arquebisbe de Pisa)
- Domenico Ferrata † (2 d'abril de 1885 - 22 de juny de 1896 nomenat cardenal prevere de Santa Prisca)
- Josep Macchi † (19 d'agost de 1897 - 8 de juny de 1906 mort)
- Achille Locatelli † (22 de novembre de 1906 - 11 de desembre de 1922 nomenat cardenal prevere de San Bernardo alle Terme Diocleziane)
- Raffaele Carlo Rossi, O.C.D. † (20 de desembre de 1923 - 30 de juny de 1930 nomenat cardenal prevere de Santa Prassede)
- Josep Rossino † (28 de març de 1931 - 31 de desembre de 1949 mort)
- Alfonso Castaldo † (14 de gener de 1950 - 7 de febrer de 1958 nomenat arquebisbe de Nàpols)
- Carlo Grano † (14 de desembre de 1958 - 26 de juny de 1967 nomenat cardenal prevere de San Marcello)